# Bündner Tagblatt
Das Bündner Tagblatt ist eine Tageszeitung der Somedia im Kanton Graubünden.

## Geschichte
Gegründet wurde die Zeitung 1852 von den Buchdruckern Pargätzi & Felix in Chur als Tagblatt für den Kt. Graubünden. Im Jahr darauf wurde das Blatt in Bündner Tagblatt umbenannt. Die parteipolitisch unabhängige Publikation entwickelte sich unter dem Redaktor Christian Tester von 1857 bis 1871 zu einer weit verbreiteten Zeitung.
Mit dem Besitzerwechsel 1870 und dem Rücktritt Testers 1872 änderte sich auch die politische Grundhaltung der Zeitung. Fortan wurde unter dem Einfluss führender konservativer Politiker wie Hermann Sprecher von Bernegg, Plazidus Plattner, Theophil Sprecher von Bernegg und Friedrich Brügger konservative Politik unterstützt. Ab 1921 diente das Bündner Tagblatt als Organ verschiedener konservativer, ausdrücklich nicht nur katholischer Parteien, von 1938 bis 1960 mit dem Untertitel Organ der Konservativen Volkspartei Graubündens (der heutigen CVP).
In den 1970er Jahren geriet das Blatt in finanzielle Schwierigkeiten. Die Folge davon war eine kurzfristige Zusammenarbeit mit dem Freien Rätier, der Ostschweiz und dem Rheintaler. 1977 erklärte sich das Bündner Tagblatt für politisch unabhängig. 1986 wurde die Aktienmehrheit an der von der Schliessung bedrohten Zeitung vom Zürcher SVP-Nationalrat und Konzernchef der Ems-Chemie Holding Christoph Blocher übernommen.
1996 wurde das Bündner Tagblatt operativ in die Gasser Media AG, der heutigen Südostschweiz Presse und Print AG, integriert, blieb aber redaktionell weiterhin unabhängig. Der Inserateteil wurde von der bündnerischen Regionalausgabe der Südostschweiz übernommen, während die Aktienmehrheit weiterhin im Besitz von Blocher blieb. 2017 beträgt die WEMF-beglaubigte Auflage 7'346 (Vj. 7'603) verkaufte bzw. 8'177 (Vj. 8'620) verbreitete Exemplare. Wöchentlich wird eine Grossauflage von 31'953 (Vj. 22'997) Exemplaren verteilt.
Seit dem 4. März 2017 erscheint samstags unter dem Namen Bündner Tagblatt am Wochenende die von AZ Medien produzierte Wochenendausgabe der az Nordwestschweiz, Schweiz am Wochenende, die von AZ Medien, Somedia und ZT Medien (Zofinger Tagblatt) als Nachfolgerin der eingestellten Schweiz am Sonntag gemeinsam herausgegeben wird.
Im Januar 2018 gab Somedia bekannt, die Redaktionen der Südostschweiz und des Bündner Tagblatts zusammenlegen zu wollen. Der Plan wurde im März 2018, nachdem Magdalena Martullo-Blocher als Vertreterin des Mehrheitsbesitzers der Verlagsrechte ihren Widerstand gegen die Fusion bekannt gemacht hatte, zunächst zurückgenommen. Die Redaktionen sollten eigenständig bleiben, jedoch ab Mitte April 2018 verstärkt zusammenarbeiten. Kurz darauf wurde die Fusion zu einer Zentralredaktion doch beschlossen. Am 1. Mai 2018 redigierte diese erstmals die beiden Zeitungen, die ein neues Layout haben und sich nur noch auf den ersten drei Seiten unterscheiden.